# Global Night Commute

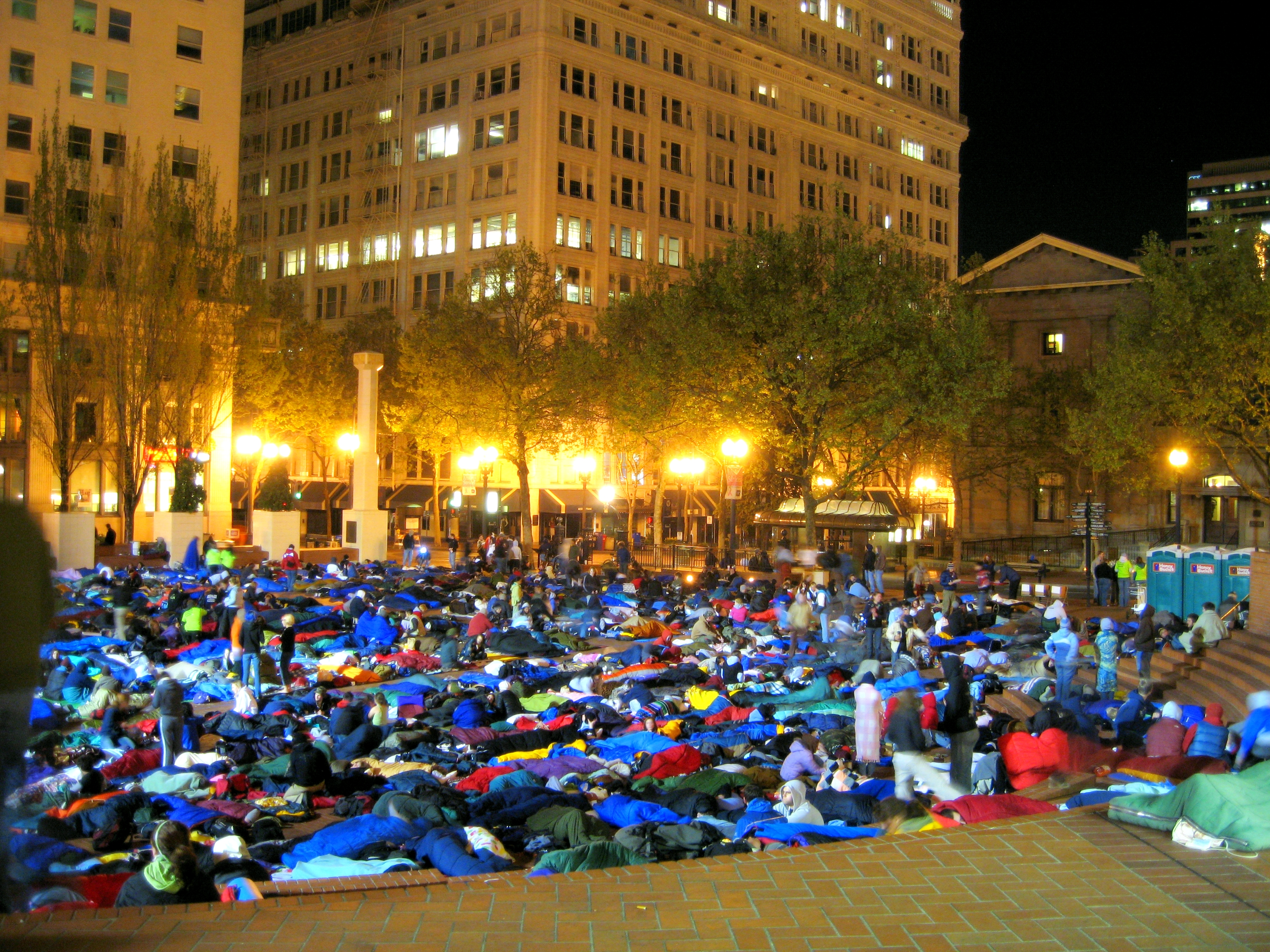
O GNC em Portland, Oregon.

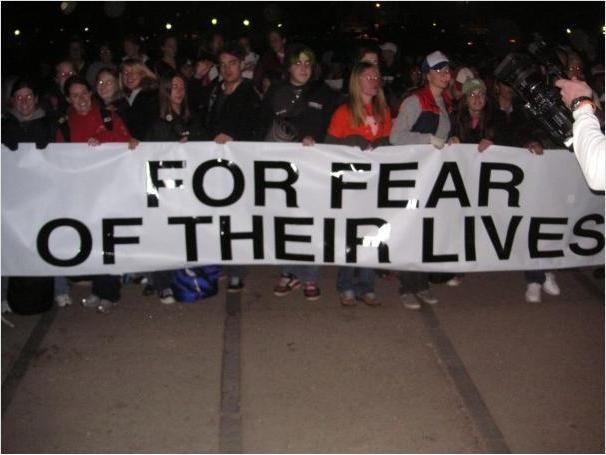
Em Boston, Massachusetts, Estados Unidos, manifestantes mostram a mensagem de protesto.

A Global Night Commute (GNC) é um evento mundial organizado pelos criadores da ONG Invisible Children. O GNC ocorreu em 29 de abril de 2006. Pessoas jovens de todo o mundo fizeram passeatas nos centros das cidades em protesto contra o Lord's Resistance Army (LRA).